# Устройство
Устройство (също така прибор, уред, механизъм, конструкция, (на английски: device) в техниката е създаден от човека обект със сложна вътрешна структура за изпълнението на определена функция.
Думата „устройство“ се използва често тогава, когато липсва по-точен общоприет термин. При това тя е съпроводена с общо определение на функцията, като например зарядно устройство, дискетно устройство. В електрониката се създават електронни устройства (на английски: electronic devices), чиято задача е пренасяне и обработване на сигнали и информация.

## Прибор, уред
Като синоними на устройство също се използват думите „прибор“ и „уред“:
- „прибор“ има по-широко значение като комплект, набор от предмети или инструменти за извършването на някаква работа или действия (напр. навигационни прибори, прибори за хранене). Такива са случаите:
  - измерителни прибори (напр. барометър, амперметър, омметър)
  - медицински прибори (напр. стетоскоп)
  - оптични прибори (напр. микроскоп, телескоп)
- „уред“ се използва най-често като домакински (битови уреди): микровълнова печка, вентилатор, везни.

## Нарицателно
Като нарицателно име думата устройство се използва в смисъл на разположение, конструкция, състав, организация.